# Amurru (dieu)
Pour les articles homonymes, voir Amurru.

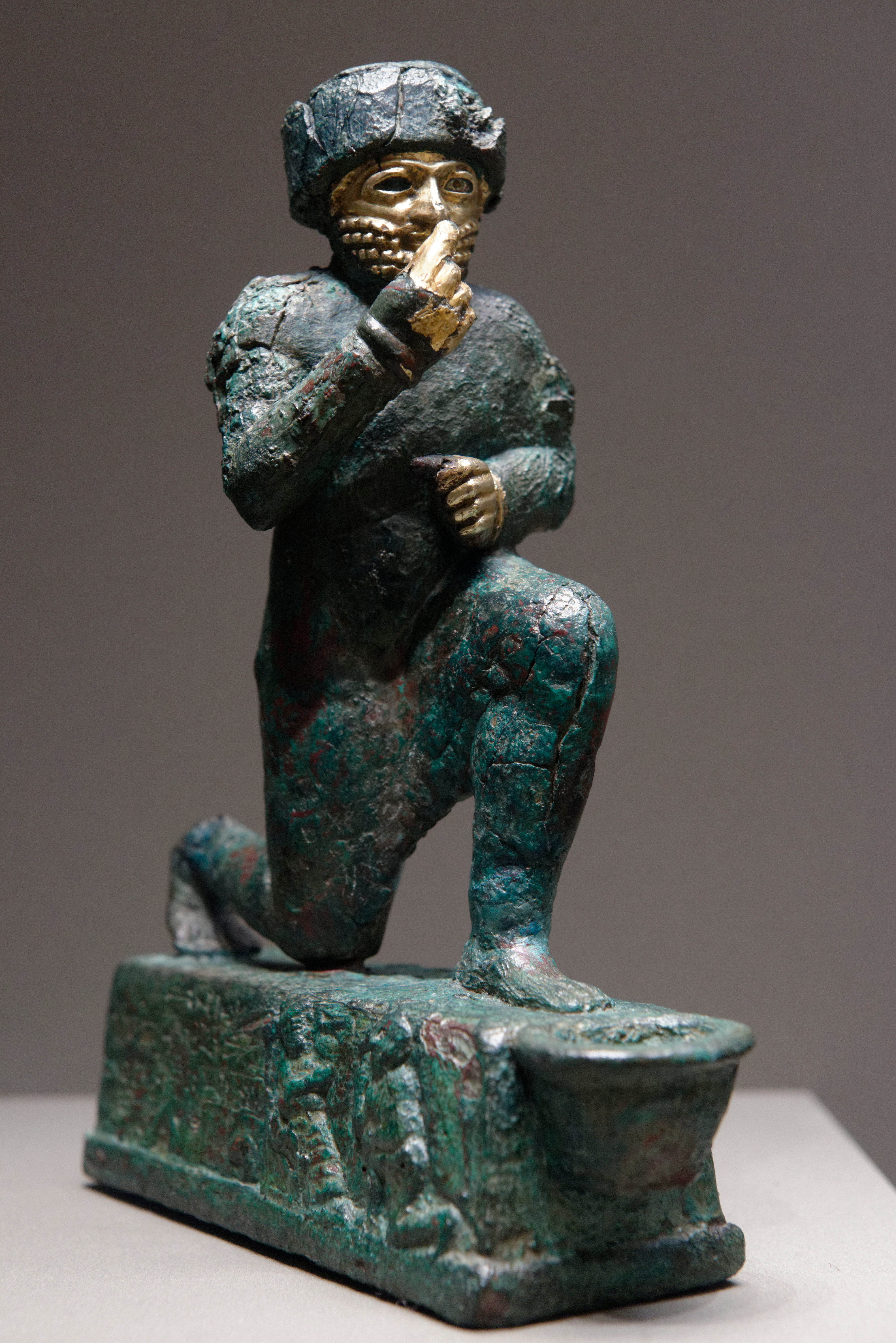
Statuette d'homme agenouillée, dite l'« adorant de Larsa ». Vouée par un habitant de Larsa au divinisé Amurru pour la vie d'Hammurabi. Bronze et or, début du

Amurru (divinisé)(m), Mar.tu en sumérien, est une divinité incarnant le peuple amorrite dans le panthéon du Proche-Orient ancien. Elle n'était cependant pas l'une des divinités les plus vénérées des Amorrites, qui lui préféraient Addu, Dagan, ou bien les divinités traditionnelles de Mésopotamie.
En Basse Mésopotamie, il est le personnage principal du mythe du Mariage de Martu, dans lequel il représente le peuple des nomades amorrites qui se mêle aux sédentaires du pays de Sumer et d'Akkad.